# Lluís Ferran de Pol
Lluís Ferran de Pol (Arenys de Mar,  1911-Hospitalet de Llobregat 1995) fue un escritor español. 

## Biografía
En 1933 se licenció en derecho en la Universidad de Barcelona, donde se declaró discípulo de Antoni Rovira i Virgili, y en 1937 ya ganó el Premio Narcís Oller. Durante la guerra civil española fue instructor de milicias y luchó en el frente de Aragón se marchó a Francia, donde fue internado en el campo de Saint-Cyprien (Pirineos Orientales). Gracias a las gestiones del Comité Británico para los refugiados de España marcha a México, donde en 1946 se licenció en letras. Allí trabajó en el diccionario enciclopédico UTEHA, fue colaborador en el  periódico mexicano Excelsior e incluso vivió en una comunidad indígena maya, que le inspiró una novela. 
Con Joan Sales, Raimon Galí y otros fundó las revistas en catalán Full Català y Quaderns de l'exili, donde polemizó en la defensa de un catalanismo renovado debido a la dura experiencia de la guerra civil. También conoció la filóloga galesa Esyllt T. Lawrence, con la que se casó.
En 1948 volvió a Cataluña y se estableció en Arenys de Mar, donde ejerció de abogado, al tiempo que colaboraba en Serra d'Or y publicaba narraciones infantiles en Cavall Fort y Tretzevents. Su obra refleja la fascinación por los ambientes mexicanos y por el sustrato indígena, y se define por su estilo creador y una gran imaginación. En 1986 recibió el Premio Cruz de San Jorge. También ha traducido al catalán El viejo y el mar de Ernest Hemingway y Enllà de A. J. Cronin.

## Obras
- Tríptic (1937, publicada el 1964)
- Abans de l'alba (1954)
- La ciutat i el tròpic (1956, premio Víctor Catalá 1955)
- Érem quatre (1960)
- Miralls tèrbols (1966)
- De lluny i de prop (1973)
- Sedna (1980)
- Entre tots ho farem tot (1982)
- El gegant i el rabadà. Neu al parc (1993)